# 732 Tjilaki
Tjilaki (asteróide 732) é um asteróide da cintura principal com um diâmetro de 37,61 quilómetros, a 2,3518421 UA. Possui uma excentricidade de 0,0427476 e um período orbital de 1 406,58 dias (3,85 anos).
Tjilaki tem uma velocidade orbital média de 19,00211325 km/s e uma inclinação de 10,97961º.
Esse asteróide foi descoberto em 15 de Abril de 1912 por Adam Massinger.